# Якоб Лемер
Якоб Лемер (на нидерландски: Jacob le Maire) е нидерландски пътешественик-мореплавател и изследовател.

## Произход
Роден е около 1585 година в Антверпен, Испанска Нидерландия (днес в Белгия).

## Експедиционна дейност (1615 – 1616)
Заедно с друг нидерландски мореплавател – Виллем Корнелис Схаутен извършва околосветско пътешествие, в периода1615 – 1616 година.
Целта на експедицията на корабите „Eendraht“ (220 тона) и „Hoorn“ (110 тона), била откриване на нов морски път към Острови на подправките през Тихия океан, в обход на монопола на Нидерландската източноиндийска компания.
В продължение на почти 6 месеца смелите мореплаватели пазят в тайна целта на пътуването, защото знаят, че моряците от двата кораба на експедицията няма да останат въодушевени от опасната мисия. Когато се отбиват в едно от пристанищата на Патагония за ремонт, на 7 декември 1615 г. корабът „Хорн“ изгаря. На 16 януари 1616 Лемер и Схаутен продължават плаването с втория кораб „Ендрахт“ (на холандски – „единство“). Поради опасения, че могат да срещнат испански кораби в Магелановия проток те решават да заобиколят Огнена земя от юг, по пътя на английския пират Френсис Дрейк.
Преодолявайки силните бури, на 24 януари 1616 г. мореплавателите преминават през протока между открития от тях остров Естадос и остров Огнена земя, кръстен по-късно на името на Якоб Лемер. На юг от Огнена земя, на 29 януари екипажът вижда стръмен нос, който наричат Хорн (55°59′ ю. ш. 67°16′ з. д. / 55.983333° ю. ш. 67.266667° з. д.) в чест на родния им град и изгорелия кораб. Това е доказателство, че Огнена земя наистина е остров, а не част от непознатия Южен континент.
От нос Хорн „Ендрахт“ се отправя към о-вите Хуан Фернандес и след кратка почивка на 3 март 1616 г. експедицията продължава на северозапад, а от 15° ю.ш. – на запад. От 10 до 18 април 1616 г. в архипелага Туамоту холандците откриват атолите Пукапука (10 април, вторично), Такароа (14°27′ ю. ш. 144°59′ з. д. / 14.45° ю. ш. 144.983333° з. д., 20 км2), Такапото (14°38′ ю. ш. 145°12′ з. д. / 14.633333° ю. ш. 145.2° з. д., 15 км2), Манихи (14°26′ ю. ш. 146°04′ з. д. / 14.433333° ю. ш. 146.066667° з. д., 13 км2) и Рангироа (15°07′ ю. ш. 147°38′ з. д. / 15.116667° ю. ш. 147.633333° з. д., 79 км2).
След като напускат архипелата Туамоту, Лемер и Схаутен се отправят на запад. Преминават южно от Дружествените о-ви и о-вите Самоа и на 9 май 1616 достигат до северната част на о-вите Тонга. През май в архипелага откриват островите Тафахи (15°51′ ю. ш. 173°43′ з. д. / 15.85° ю. ш. 173.716667° з. д., 3,42 км2), Ниуатопутапу (15°57′ ю. ш. 173°45′ з. д. / 15.95° ю. ш. 173.75° з. д., 18 км2) и Ниуафооу (15°36′ ю. ш. 175°38′ з. д. / 15.6° ю. ш. 175.633333° з. д., 15 км2).
На 14 май експедицията напуска о-вите Тонга и на 19 май на североизток от архипелага Фиджи открива два острова Футуна (64 км2, 14°17′ ю. ш. 178°07′ з. д. / 14.283333° ю. ш. 178.116667° з. д.) и Алофи (19 км2, 14°20′ ю. ш. 178°02′ з. д. / 14.333333° ю. ш. 178.033333° з. д.), съставляващи о-вите Хорн.
От там холандците се насочват на северозапад към Нова Гвинея. На 20 юни 1616 г. на североизток от Соломоновите о-ви откриват атолите Нукуману (4°31′ ю. ш. 159°24′ и. д. / 4.516667° ю. ш. 159.4° и. д.) и Нуугуригиа, (Тауу, 4°45′ ю. ш. 156°58′ и. д. / 4.75° ю. ш. 156.966667° и. д.). Още по-на запад холандците откриват о-вите Грин Айлъндс (4°30′ ю. ш. 154°13′ и. д. / 4.5° ю. ш. 154.216667° и. д.), о-вите Фени (4°04′ ю. ш. 153°38′ и. д. / 4.066667° ю. ш. 153.633333° и. д.), о-вите Танга (3°30′ ю. ш. 153°13′ и. д. / 3.5° ю. ш. 153.216667° и. д.), о-вите Табар (Гарднър, 2°50′ ю. ш. 151°58′ и. д. / 2.833333° ю. ш. 151.966667° и. д.) и о-вите Лихир (3°09′ ю. ш. 152°36′ и. д. / 3.15° ю. ш. 152.6° и. д., 205 км2). След тези острови, на 26 юни на запад се показва голяма земя, като холанците мислят, че това е Нова Гвинея. В действителност те откриват остров Нова Ирландия (8650 км2, 3°45′ ю. ш. 151°50′ и. д. / 3.75° ю. ш. 151.833333° и. д.). След това минават на север от островите Нова Ирландия, Лавонгай (Нов Хановер, открит от тях) и достигат до Адмиралтейските о-ви, където на 3 и 4 юли, на югоизток от остров Манус откриват групата малки о-ви Белуан (2°33′ ю. ш. 147°07′ и. д. / 2.55° ю. ш. 147.116667° и. д.). На североизток от Нова Гвинея откриват остров Каркар (4°38′ ю. ш. 145°58′ и. д. / 4.633333° ю. ш. 145.966667° и. д.), на 3°31′ ю. ш. 144°38′ и. д. / 3.516667° ю. ш. 144.633333° и. д. – о-вите Схаутен (Схаутен Източни), устието на река Сепик 3°51′ ю. ш. 144°33′ и. д. / 3.85° ю. ш. 144.55° и. д. на северното крайбрежие на Нова Гвинея и далеч на юг виждат високи планински върхове. От там холандците се насочват към Молукските о-ви и остров Ява.
Веднага след пристигането им на остров Ява на 28 октомври 1616 г. екипажът е арестуван и обвинен в незаконна търговия спрямо Нидерландската Източно Индийска компания. Корабът „Ендрахт“ е конфискуван, а моряците – върнати у дома с друг кораб, като по пътя за родината Лемер умира на 22 декември 1616 г. на 31-годишна възраст.

## Памет
Неговото име носи протока Лемер (54°48′ ю. ш. 64°56′ з. д. / 54.8° ю. ш. 64.933333° з. д.) разделящ остров Огнена земя на запад от остров Естадос на изток.